# テレサ・クネグンダ・ソビエスカ
テレサ・クネグンダ・ソビエスカ（Teresa Kunegunda Sobieska, 1676年3月4日 - 1730年3月10日）は、バイエルン選帝侯マクシミリアン2世エマヌエルの2度目の妃。
ドイツ語名はテレーゼ・クニグンデ・フォン・ポーレン（Therese Kunigunde von Polen）。

## 生涯
ポーランド王ヤン3世ソビエスキと王妃マリー・カジミール・ド・ラ・グランジュ・ダルキアンの娘として、ワルシャワで生まれた。
1695年2月、最初の妃マリア・アントニア（神聖ローマ皇帝レオポルト1世と皇后マルガリータ・テレサの娘）を亡くしていたマクシミリアンと結婚。10子を生んだ。
- 男児（1695年　夭折）
- マリア・アンナ・カロリーネ（1696年- 1750年） - 尼僧
- カール・アルブレヒト（1697年 - 1745年） - バイエルン選帝侯、神聖ローマ皇帝（カール7世）
- フィリップ・モーリッツ・マリア（1698年 - 1719年） - ミュンスター、パーダーボルン司教
- フェルディナント・マリア・インノツェンツ（1699年 - 1738年） - 神聖ローマ帝国軍将軍
- クレメンス・アウグスト（1700年 - 1761年） - ドイツ騎士団総長、ケルン大司教
- ヴィルヘルム（1701年 - 1704年）
- アロイス・ヨハン・アドルフ（1702年 - 1705年）
- ヨハン・テオドール（1703年 - 1763年）  - レーゲンスブルク、フライジンク、リエージュ司教、枢機卿
- マクシミリアン・エマヌエル・トマス（1704年 - 1709年）

テレサはヴェネツィアで亡くなった。